# Łęg (powiat piaseczyński)
Łęg – wieś sołecka w Polsce położona w województwie mazowieckim, w powiecie piaseczyńskim, w gminie Konstancin-Jeziorna. 
| SIMC    | Nazwa  | Rodzaj    |
| ------- | ------ | --------- |
| 0003903 | Dębina | część wsi |

Wieś szlachecka Łąg położona była w drugiej połowie XVI wieku w powiecie czerskim ziemi czerskiej województwa mazowieckiego. W latach 1975–1998 miejscowość należała administracyjnie do województwa warszawskiego.